# 雅瑟龙
雅瑟龙（法語：Jasseron，法語發音：[ʒasʁɔ̃]）是法国东部安省的一个市镇，属于布雷斯地区布尔格区。

## 地理
雅瑟龙（46°12'45"N, 5°19'28"E）面积18.93 平方千米，位于法国奥弗涅-罗讷-阿尔卑斯大区安省，该省份为法国东部省份，北起汝拉省，西北接索恩-卢瓦尔省，西接罗讷省和里昂大都会，南至伊泽尔省，东与萨瓦省、上萨瓦省和瑞士接壤。
与雅瑟龙接壤的市镇（或旧市镇、城区）包括：布雷斯地区布尔格、塞泽里亚、德龙、梅约纳、拉马斯、圣艾蒂安迪布瓦、圣瑞斯特、维里亚。

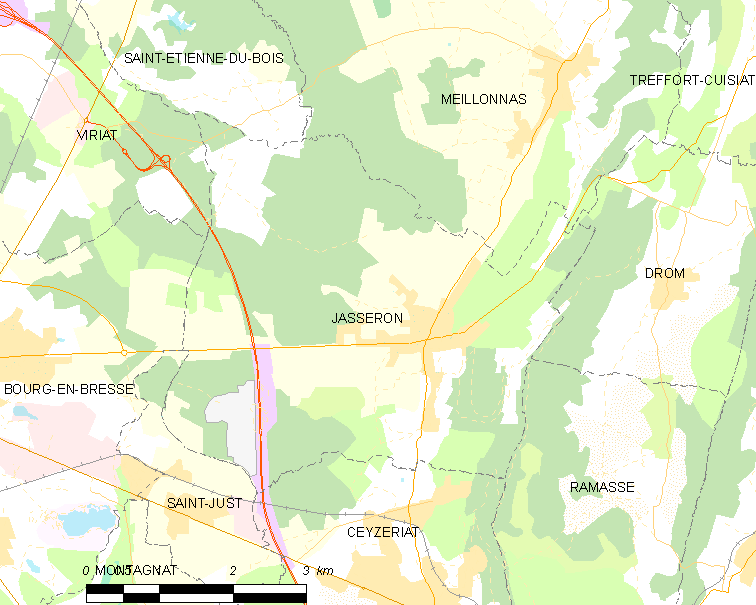
雅瑟龙的OSM定位图

雅瑟龙的时区为UTC+01:00、UTC+02:00（夏令时）。

## 行政
雅瑟龙的邮政编码为01250，INSEE市镇编码为01195。

## 政治
雅瑟龙所属的省级选区为圣艾蒂安迪布瓦县。

## 人口

1962-2008年间雅瑟龙人口变化图示

雅瑟龙于2022年1月1日时的人口数量为1900人。